# افغانستان در مسیر تاریخ
افغانستان در مسیر تاریخ یک کتاب دو جلدی دربارهٔ تاریخ افغانستان است. این کتاب توسط میرغلام‌محمد غبار از تاریخ‌نگاران مشهور افغانستان نوشته شده‌است.